# Tokyo Broadcasting System
A Tokyo Broadcasting System Holdings, Inc. (株式会社東京放送ホールディングス; Hepburn: Kabushiki-gaisha Tōkyō Hōsō Hōrudingusu), más néven TBS Holdings, Inc. vagy TBSHD tokiói székhelyű holdingcég, a Tokyo Broadcasting System Television, Inc. (株式会社TBSテレビ) televíziós- és a TBS Radio & Communications, Inc. (株式会社TBSラジオ&コミュニケーションズ) rádióhálózatok tulajdonosa.
A TBS Television, Inc. egy 28 tagot számláló hírhálózatot is működtet Japan News Network (JNN) néven, illetve a TBS Radio & Communications, Inc. egy 34 tagú rádióhálózatot is Japan Radio Network (JRN) néven.
A TBS (jelenleg TBS Holdings, Inc.) készítette a Fúun! Takesi-dzsó vetélkedőt, melyet Indonéziában (RCTI, TPI), Németországban (DSF), Angliában (Challenge), Spanyolországban (Cuatro TV), Olaszországban (Italia 1), Finnországban (JIM), a Fülöp-szigeteken (GMA Network), Indiában (Pogo TV) és az Egyesült Államokban (Spike) is vetítettek. A TBS az Ultraman tokuszacusorozat otthona.

## Irodái
- A TBSHD, a TBS, a TBS Radio, a BS-TBS és C-TBS székhelye - Japán, Tokió, Minato, Akaszaka gocsóme 3-6, TBS Broadcasting Center
- A TBS midorijamai stúdiója - Japán Jokohama, Aoba-ku, Midorijama 2100
- A TBSHD kanszai fiókirodája - Japán, Oszaka, Kita-ku, Umeda nicsóme 5-25, Herbis Osaka Office Tower (11. emelet)
- A TBSHD nagojai fiókirodája - Japán, Nagoja, Nisiki szancsóme 23-31, Szakaemacsi Building

## A TBS Group felépítése
Holdingcégek
- Tokyo Broadcasting System Holdings, Inc.

Műsorszóró cégek
- Tokyo Broadcasting System Television, Inc.
- TBS Radio & Communications, Inc.
- BS-TBS, Inc.
- C-TBS, Inc.
- TBS Service, Inc.
- TBS-Vision, Inc.
- ACS, Inc.
- Akasaka Video Center Co., Ltd.
- Tokyo Broadcasting System International, Inc.
- TBS TriMedia, Inc.
- TC Entertainment, Inc.
- Dreamax Television
- Akasaka Graphics Art, Inc.
- F&F, Inc.
- Telecom Sounds
- Procam Co., Ltd.
- Jasc
- VuCast
- Nichion, Inc.

Ingatlanipari vállalatok
- Midoriyama Studio City
- TBS Planning

## A TBS története
{{Több kép}}: nincs elég kép
- 1951. május - A csijodai Kaszumigaszekiben megalapítják a Radio Tokyót (株式会社ラジオ東京?) (KRT), a TBS elődjét
- 1951. december 25. - A KRT megkezdi a rádiós műsorszórást a csijodai Jarukocsóból (1130 kHz, 50 kW, 1953 júliusáig)
- 1955. április - A KRT megkezdi a televíziós műsorszórást a minatói Akaszaka-Hitocukicsóból (JOKR-TV, 6. csatorna)
- 1960. november 29. - A KRT-t átnevezik Tokyo Broadcasting System, Incorporatedre (株式会社東京放送?) (TBS), a székhelyét és a rádiós stúdióját áthelyezik Akaszakába
- 1971 - A TBS Radio adóteljesítményét 100 kW-ra emelik
- 1975. március 31. - Az Asahi Broadcasting Corporation (ABC) kilép a JNN-ből és a Mainichi Broadcasting System, Inc. (MBS) belép a hírhálózatba
- 1978. november 23. - A TBS Radio frekvenciáját 954 kHz-re cserélik
- 1986. május 2. - A TBS megkezdi a Fúun! Takesi-dzsó vetélkedő sugárzását
- 1989. - A TBS közvetlenül felelőssé válik az Aum Shinrikyo vallási szekta által elkövetett Szakamoto család meggyilkolásának ügyében, amely miatt számos panaszt jelentettek be a hálózattal szemben az ügy néhány évvel későbbi lezárása után[1]
- 1990. október 19. - Leadják a Fúun! Takesi-dzsó vetélkedő utolsó epizódját
- 1994. - Átadják a vállalat új székhelyét a régi épülete mellett
- 1998. április 1. - A JNN News Bird megkezdi a műsorszórást, 2006-ban az adót átnevezték TBS News Birdre
- 2000. február - A TBS felveszi a „személy” szó kandzsikarakterén alapuló logóját
- 2000. március 21. - A TBS megalapítja a TBS Radio & Communications Incorporated (株式会社TBSラジオ&コミュニケーションズ?), a TBS Entertainment Incorporated (株式会社ティ・ビー・エス・エンタテインメント?) és a TBS Sports Incorporated (株式会社ティ・ビー・エス・スポーツ?) cégeket, illetve a következő napon a TBS Live Incorporated (株式会社ティ・ビー・エス・ライブ?) vállalatot. 2001. október 1-jén a TBS átadta a rádióadóját a TBS Radio & Communicationsnek, illetve a televízióadójának hívókódját is lecserélte (JOKR-TV → JORX-TV)
- 2002. július 1. - A TBS ch. megkezdi a műsorszórást
- 2004. október 1. - A TBS Entertainment egyesíti a TBS Sports és TBS Live leányvállalatait, és a cég nevét is lecseréli Tokyo Broadcasting System Television, Incorporatedre (株式会社TBSテレビ?)
- 2005. október 13. - A Rakuten Inc. bejelenti, hogy 15,46 százalékos részesedést kíván vásárolni a TBS-ben, így 19 százalékra növelve a részvényeit
- Az esetleges ellenséges felvásárlás miatti másfél hónapos aggályok után a Rakuten visszavonta a TBS részvényeire tett ajánlatát, majd december 1-jén bejelenti, hogy üzleti szövetséget kötnek a műsorszóró céggel
- 2006. április 1. - Megkezdik a földfelszíni digitális sugárzást
- 2009. április 1. - A cég Tokyo Broadcasting System Holdings, Inc. (株式会社東京放送ホールディングス?) (TBSHD) néven tanúsított műsorszóró holdingcég lett. A televíziós műsorszórási ágazatot átvette a Tokyo Broadcasting System Television, Inc. és a TBS a televíziós leányvállalat rövidítése lett
- 2011. december 1. - A TBS eladta a Yokohama BayStars baseballcsapatot a DeNA-nak. A DeNA 66,92 százalékos részesedést vásárolt a csapatban a TBS-től 6,5 milliárd jenért. A TBS-nek 2,31 százalékos részesedése maradt a csapatban.[2]

## A TBSHD részvényesei
- 2010. július 31-én

1. Rakuten, Inc. - 19,83%
2. The Master Trust Bank of Japan, Ltd. - 4,88%
3. The Master Trust Bank of Japan, Ltd. - 4,45%
4. Nippon Life Insurance Company  - 4,10%
5. Mainichi Broadcasting System, Inc. - 3,23%
6. Sumitomo Mitsui Banking Corporation  - 3,01%
7. Mitsui Fudosan Co., Ltd. - 3,00%
8. Mitsui & Co., Ltd. - 2,25%
9. Bic Camera, Inc. - 2,00%
10. Kodansha, Ltd - 1,98%
11. J.C.Staff - 4,64%

## Műsorszórás

### Analóg
JORX-TV (korábbi hívókód: JOKR-TV) - TBS Television (TBSテレビジョン)
- Tokyo Tower - 6. csatorna

Tokió szigetei
- Niidzsima - 56. csatorna

Ibaraki prefektúra
- Mito - 40. csatorna

Tocsigi prefektúra
- Ucunomija - 55. csatorna

Gunma prefektúra
- Maebasi - 56. csatorna
- Kirjú - 55. csatorna

Szaitama prefektúra
- Csicsibu - 18. csatorna

Csiba prefektúra
- Csiba - 55. csatorna
- Urajaszu - 56. csatorna

Kanagava prefektúra
- Jokohama-minato - 56. csatorna
- Jokoszuka-Kurihama - 39. csatorna
- Hiracuka - 37. csatorna
- Odavara - 56. csatorna

### Digitális
JORX-DTV - TBS Digital Television (TBSデジタルテレビジョン)
- Remote Controller ID 6
- Tokyo Tower - 22. csatorna
- Mito - 15. csatorna
- Ucunomija - 15. csatorna
- Maebasi - 36. csatorna
- Hiracuka - 22. csatorna

## Hálózatok
- Oszakai székhelyű, a Kanszai területen sugároz: MBS, analóg: 4. csatorna, digitális: 16. csatorna (Oszaka, ID: 4)
- Nagojai székhelyű, a Csúkjó területen sugároz: CBC, analóg: 5. csatorna, digitális: 18. csatorna (Nagoja, ID: 5)
- Szapporói székhelyű, Hokkaidón sugároz: HBC, analóg: 1. csatorna, digitális: 19. csatorna (Szapporo, ID: 1)
- Aomori székhelyű, az Aomori prefektúrában sugároz: ATV, analóg: 38. csatorna, digitális: 30. csatorna (Aomori, ID: 6)
- Moriokai székhelyű, az Ivate prefektúrában sugároz: IBC, analóg: 6. csatorna, digitális: 16. csatorna (Morioka, ID: 6)
- Naganói székhelyű, a Nagano prefektúrában sugároz: SBC, analóg: 11. csatorna, digitális: 16. csatorna (Nagano, ID:6)
- Jahikói székhelyű, a Niigata prefektúrában sugároz: BSN, analóg: 5. csatorna, digitális: 17. csatorna (Niigata, ID:6)

## Műsorai
- Kinniku banzuke (筋肉番付)
- Szaszuke
- All Star Thanksgiving (オールスター感謝祭)
- The Best Ten (ザ・ベストテン) (1978-1989)
- Another World (もう一つの世界)
- Days of Our Lives (私たちの生活の日々)
- Passions (情熱)
- Music Television
- Quiz ¥20,000,000 Money Drop (2000万円クイズ！マネードロップ)
- Santa Barbara (サンタバーバラ)
- Sunset Beach (サンセットビーチ)
- Mino monta asza zuba! (みのもんたの朝ズバッ!!)
- Szanma’s Super Karakuri-TV (さんまのスーパーからくりTV)
- Tokió Friend Park II (関口宏の東京フレンドパークII)
- Count Down TV
- The World Heritage (THE 世界遺産)
- Dragon Zakura (ドラゴン桜)
- Princess Resurrection
- Japan Cable Award (発表!日本有線大賞)
- Japan Record Award (輝く!日本レコード大賞)
- Tokyo Music Festival (東京音楽祭)
- Hi-5 (ハイ・ファイブ)
- Food Battle Club
- Takeshi’s Castle (風雲!たけし城)
- Evening 5 (イブニング・ファイブ) → THE NEWS (総力報道! THE NEWS) → N Studio (Nスタ)
- Karei-naru icsizoku' (華麗なる一族)
- Lincoln (リンカーン)
- Utaban (うたばん) → The Music Hour (ザ・ミュージックアワー)
- Szamuráj Baseball (侍プロ野球)
- Masters Tournament
- Toray Pan Pacific Open
- FIVB World Championship, FIVB World League
- IAAF World Championships in Athletics (1997 óta)
- Happy Family Plan (しあわせ家族計画)
- Survivor (サバイバー)
- Ah, You’re Really Gone Now
- Hirosima Sówa 20-nen 8-gacu muika (2005)
- Japanese Americans (2010)
- 南極大陸～神の領域に挑んだ男と犬の物語～ (2011)
- Ginajon (1985-2012)

## A forrásvédelem megszegése
A TBS hírhedt az 1989 októberében elkövetett szándékos forrásvédelmi kihágásairól. Ebben a hónapban a Tokyo Broadcasting System felvett egy interjút Szakamoto Cucumival a japán Aum Shinrikyo vallási szekta megtévesztő dogmáinak leleplezéséről tett kísérleteiről. A hálózat azonban titokban, Szakamoto tudta nélkül megmutatta az interjú anyagát az Aum tagjainak, ezzel szándékosan megsértve a forrásvédelmi jogokat. Ezek után az Aum tisztviselői nyomást gyakoroltak a TBS-re, hogy ne adják le az interjút, azonban Szakamotót és családját néhány nappal később, 1989. november 3-án meggyilkolták.